# Camille Alphonse Faure
Camille Alphonse Faure, né le 21 mai 1840 à Vizille (Isère) et mort le 14 septembre 1898 à Paris, est un ingénieur chimiste français qui en 1881 a, de façon significative, amélioré le design de la première batterie, qui avait été inventée par Gaston Planté en 1859.
Les améliorations de Faure ont beaucoup augmenté la capacité de la batterie et ont mené directement à sa fabrication sur une échelle industrielle.

## Biographie
Camille Faure, né à Vizille le 21 mai 1840, est élève de l'École des Arts et Métiers à Aix de 1857 à 1860. Il travaille comme chimiste dans la nouvelle usine de la Cotton Powder Company (une compagnie de poudre cotonnière) à Uplees, un hameau de Faversham (Kent), en Angleterre.
Avec le directeur de cette usine, George Trench, il dépose les brevets du tonite, un nouvel explosif (1874), et d'un détonateur de dynamite amélioré (1878).
En 1880, Faure fait breveter une méthode pour enrober les plaques de plomb avec une pâte faite de plomb oxydé, d'acide sulfurique et d'eau. Les plaques sont ensuite séchées et doucement réchauffées dans une atmosphère humide. Lors du séchage la pâte se change en une mixture de sulfates de plomb, qui adhère à la plaque de plomb. La plaque ainsi enrobée est alors convertie en matière électrochimique active, appelée la masse active, ce qui augmente substantiellement la capacité de charge, par comparaison avec la batterie de Gaston Planté. Cette invention révolutionnaire permettait la fabrication industrielle des batteries au plomb, maintenant utilisées dans les moteurs de voitures.
La même année, il construit avec Trouvé, Jeanteaud et Raffard les premiers véhicules à accumulateurs et piles, à faible rayon d'action. Ses travaux sont mentionnés par Jules Verne dans le chapitre VI de son roman Robur-le-Conquérant. En 1881, avec Sellon, il pose le brevet de la pile voltaïque.
Vers la fin de sa vie, Faure obtient d'autres brevets, portant notamment sur la fabrication d'alliages en aluminium, l'amélioration des moteurs à air chaud et la direction des véhicules à moteur.